# ديفيد ريوش
ديفيد ماكنزي ريوش (6 يوليو 1900 - 11 سبتمبر 1985) هو عالم أبحاث في طب النفس وعلم تشريح الأعصاب، عُرف بكونه رائدًا في أبحاث الدماغ وقيادة قسم الطب النفسي العصبي متعدد التخصصات في معهد والتر ريد العسكري للأبحاث (1951-1970)، وهو برنامج ساهم في تشكيل مجال علم الأعصاب الناشئ آنذاك.
استشهد كل من دبليو ماكسويل كوان ودونالد إتش هارتر وإريك آر كاندل «بالأدوار الأساسية التي قام بها ديفيد ماكنزي ريوش وفرانسيس أو شميت و... ستيفن دبليو كفلر في تأسيس علم الأعصاب كما نعرفه الآن.»